# Fraham
Fraham es una localidad del distrito de Eferding, en el estado de Alta Austria, Austria. Tiene una población estimada, a principios del año 2021, de 2456 habitantes.
Está ubicada en la zona centro-norte del estado, a poca distancia de Linz —la capital del estado— y del río Danubio.